# Gerhard Schröder (CDU)

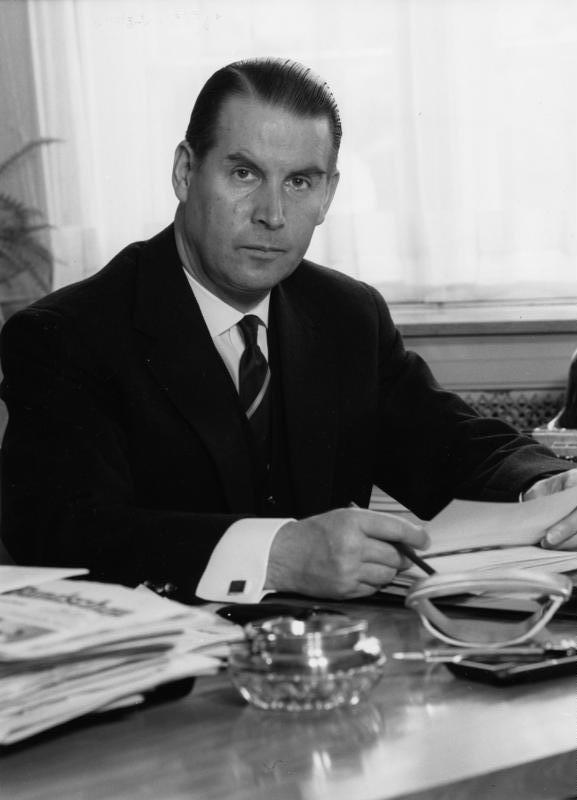
Gerhard Schröder - 1960

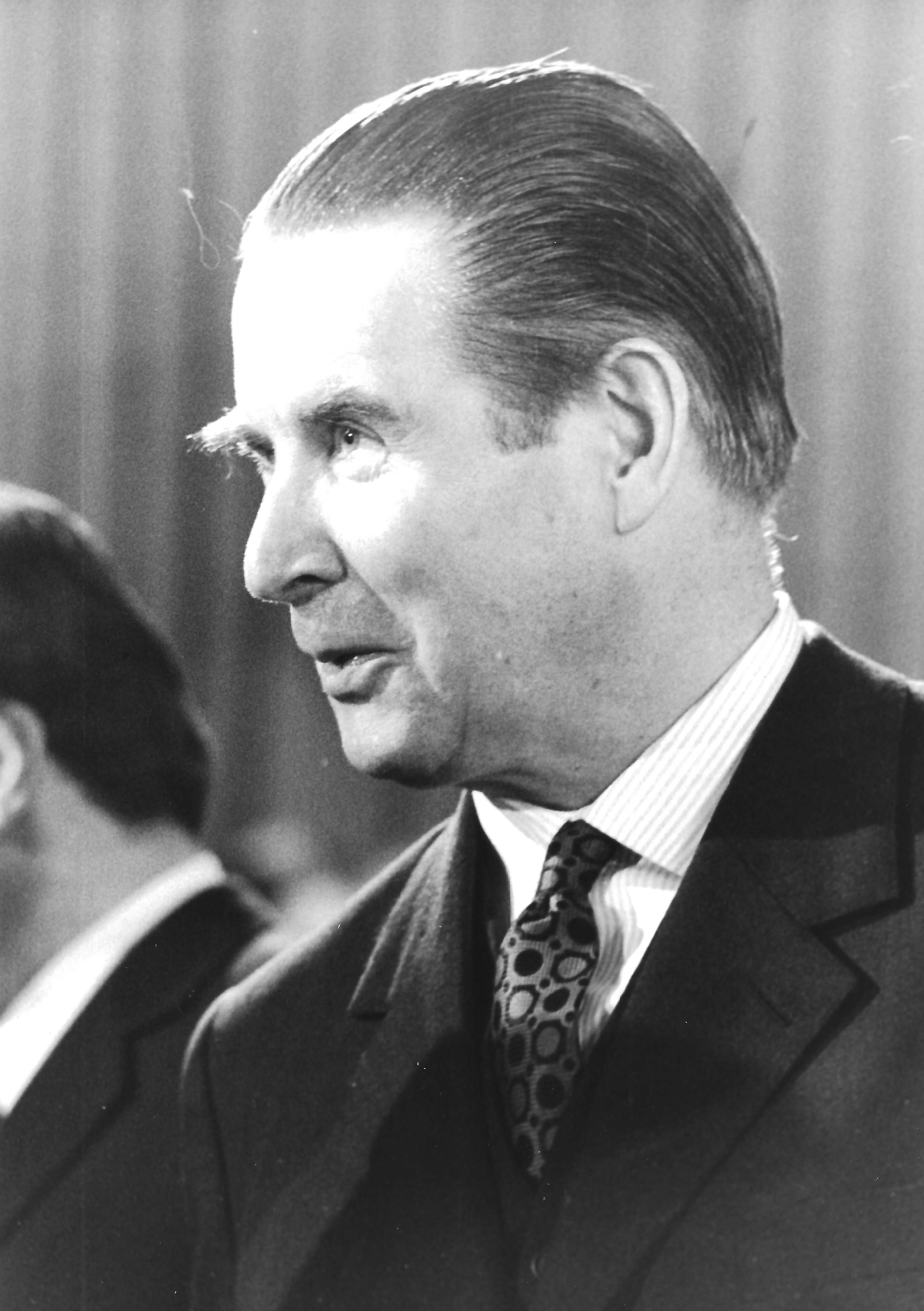
Gerhard Schröder 1971

Gerhard Schröder (Saarbrücken, 11 de septiembre de 1910 - Kampen, Sylt, 31 de diciembre de 1989) fue un político alemán miembro del partido Unión Demócrata Cristiana (CDU).
En 1937 ingresó en el Partido Nacionalsocialista Obrero Alemán. De 1949 a 1980 fue miembro del Bundestag (el Parlamento federal) para la Unión Demócrata Cristiana. Fue ministro de Interior (1953-1961) y ministro de Relaciones Exteriores (1961-1966) en los gabinetes de los cancilleres Konrad Adenauer y Ludwig Erhard. Desde 1966 hasta 1969 fue ministro de Defensa durante la gestión del canciller Kurt Georg Kiesinger.
En las elecciones de 1969, Gerhard Schröder postuló al cargo de presidente federal (apoyado por la CDU y el Partido Nacionaldemócrata de Alemania o NPD), pero fue vencido por Gustav Heinemann, nominado por el Partido Socialdemócrata de Alemania o SPD (y apoyado por el Partido Democrático Libre o FDP), en la tercera votación por 49.4 % a 48.8 % de los votos del Bundestag.